# Teinopodagrion decipiens
Teinopodagrion decipiens är en trollsländeart som beskrevs av De Marmels 2001. Teinopodagrion decipiens ingår i släktet Teinopodagrion och familjen Megapodagrionidae. Inga underarter finns listade i Catalogue of Life.